# Gonomyia kiandra
Gonomyia kiandra là một loài ruồi trong họ Limoniidae. Chúng phân bố ở miền Australasia.